# Vlieseline
Mellanlägg är ett slags stabiliserande textilmaterial. Den mest kända varianten kallas Vlieseline, ordet är ett tyskt varumärke. På svenska används ofta de förvrängda stavningarna fliselin och flisselin, som återspeglar det rätta uttalet. Materialet är icke-vävt (även kallat Nonwoven).
Mellanlägg används ofta som förstärkning i t. ex. linningar och knappslåar. När man använder Vlieseline, som är ett tunt tyg med klister på ena sidan, lägger man klistersidan mot tygets avigsida och stryker med så hög värme som tyget tål. Vissa mellanlägg tål inte att bli våta och ska därför strykas på utan ånga. 
Materialet uppfanns av Freudenberg under första världskriget. Materialet kallades då för "vlieda" från tyskans "wie Leder".

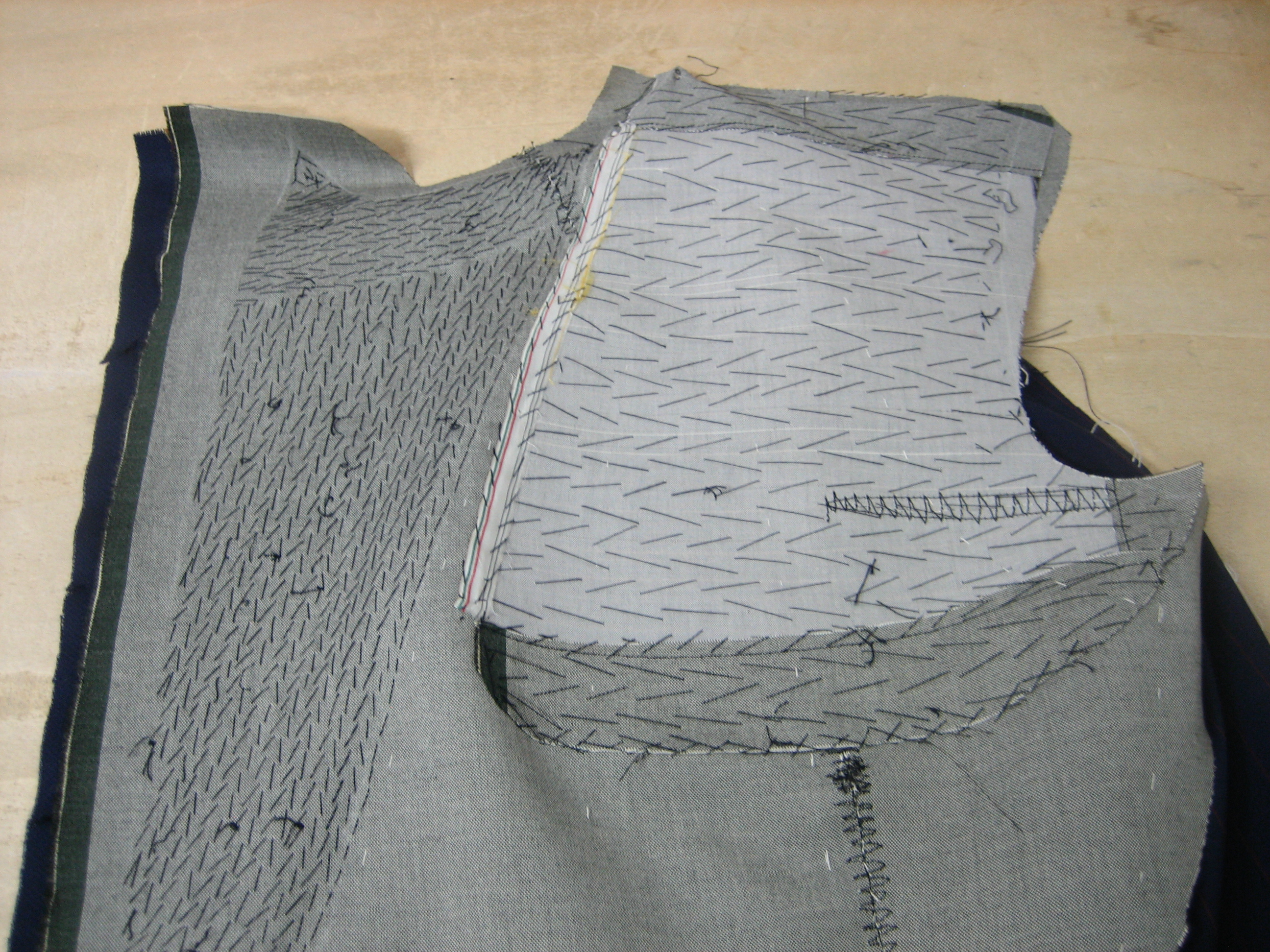
Handsytt mellanlägg i kavaj

Vliesofix är ett liknande material, men med klister på båda sidor. Det används bland annat vid applikation.